# Wijken en buurten in Onderbanken
De voormalige Nederlandse gemeente Onderbanken werd voor statistische doeleinden onderverdeeld in wijken en buurten. De gemeente werd verdeeld in de volgende statistische wijken:
- Wijk 00 Onderbanken (CBS-wijkcode:088100)

Een statistische wijk kan bestaan uit meerdere buurten. Onderstaande tabel geeft de buurtindeling met kentallen volgens het Centraal Bureau voor de Statistiek (2008):
| CBS-buurtcode | Buurtnaam                | Inwonertal | Opp. totaal (ha) | Opp. land (ha) | Ligging                |
| ------------- | ------------------------ | ---------- | ---------------- | -------------- | ---------------------- |
| BU08810000    | Schinveld                | 4890       | 279              | 279            | Locatie in de gemeente |
| BU08810001    | Jabeek                   | 710        | 389              | 389            | Locatie in de gemeente |
| BU08810002    | Bingelrade               | 850        | 359              | 359            | Locatie in de gemeente |
| BU08810003    | Merkelbeek-Douvergenhout | 1700       | 342              | 342            | Locatie in de gemeente |
| BU08810009    | Verspreide huizen        | 80         | 756              | 748            | Locatie in de gemeente |